# Daybreak (canción de Ayumi Hamasaki)
«Daybreak» es el vigésimo quinto sencillo lanzado por la cantante japonesa Ayumi Hamasaki. También fue su primer sencillo del año 2002.

## Información
Este fue un sencillo que Ayumi hizo exclusivamente por una obra benéfica para Unicef con su lema del año 2002 "Let it be peace in the world", y la canción también fue promocionada para un producto de la Panasonic, dentro de sus comerciales de televisión. "Daybreak" es el último sencillo de Ayumi que fue lanzado en el formato de maxisencillo de más de 4 o 5 canciones, y el último para el que fueron incluidos masivas cantidades de remixes.
Incluyó remixes de varias canciones del álbum "I am...", más una versión extendida del instrumental "opening Run".

## Video
El video musical hecho para "Daybreak" es sin duda uno de los más simples, y que quizás es el que menos trabajo costó. Solo fue utilizada una cámara durante todo el video, y no hubo ningún tipo de edición; Ayumi estuvo cantando su canción sin cortes desde el principio hasta el final del video. La localización exacta del video es desconocida, pero fue grabado en una carretera, al parecer en la madrugada cercano al amanecer.

## Canciones
1. «Daybreak» (HAL's Mix 2002)
2. «no more words» (BRENT MINI'S ROTARY MIX)
3. «I am...» (night clubbers mix)
4. «no more words» (nicely nice remix)
5. «I am...» (Ram's Special 11Days Mix)
6. «no more words» (turn up the break mix)
7. «I am...» (Huge Fairy Tale mix)
8. «no more words» (Laugh & Peace Mix)
9. «Daybreak» (HAL's Mix 2002) (Instrumental)
10. «opening Run» (JK's extended mix)

- Datos: Q596090
- Multimedia: Daybreak (ship, 1965) / Q596090